# Rhabdosargus haffara
Rhabdosargus haffara är en fiskart som först beskrevs av Forsskål, 1775.  Rhabdosargus haffara ingår i släktet Rhabdosargus och familjen havsrudefiskar. Inga underarter finns listade i Catalogue of Life.